# Koprivnica (Eslováquia)
Koprivnica é um município da Eslováquia, situado no distrito de Bardejov, na região de Prešov. Tem 14,16 km² de área e sua população em 2018 foi estimada em 669 habitantes.

## Demografia
| Ano:        | 1994 | 2004   | 2014   | 2024   |
| ----------- | ---- | ------ | ------ | ------ |
| Broj ljudi: | 675  | 689    | 685    | 663    |
| Razlika:    |      | +2,07% | -0,58% | -3,21% |

| Ano:               | 2023 | 2024   |
| ------------------ | ---- | ------ |
| Número de pessoas: | 661  | 663    |
| Diferença:         |      | +0,30% |